# Hermann Dietrich Lindheim

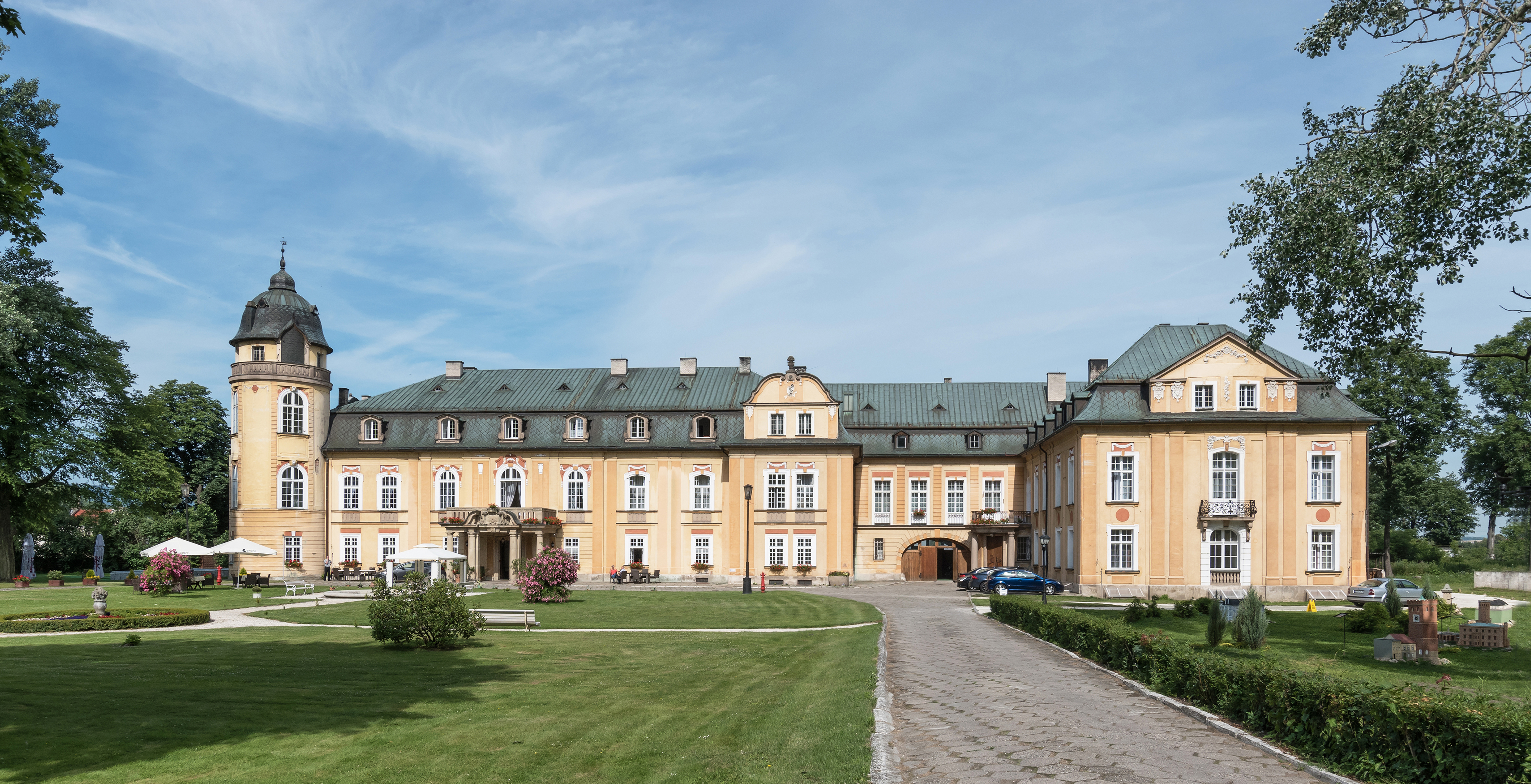
Pałac w Żelaźnie należący do Hermanna Dietricha Lindheima

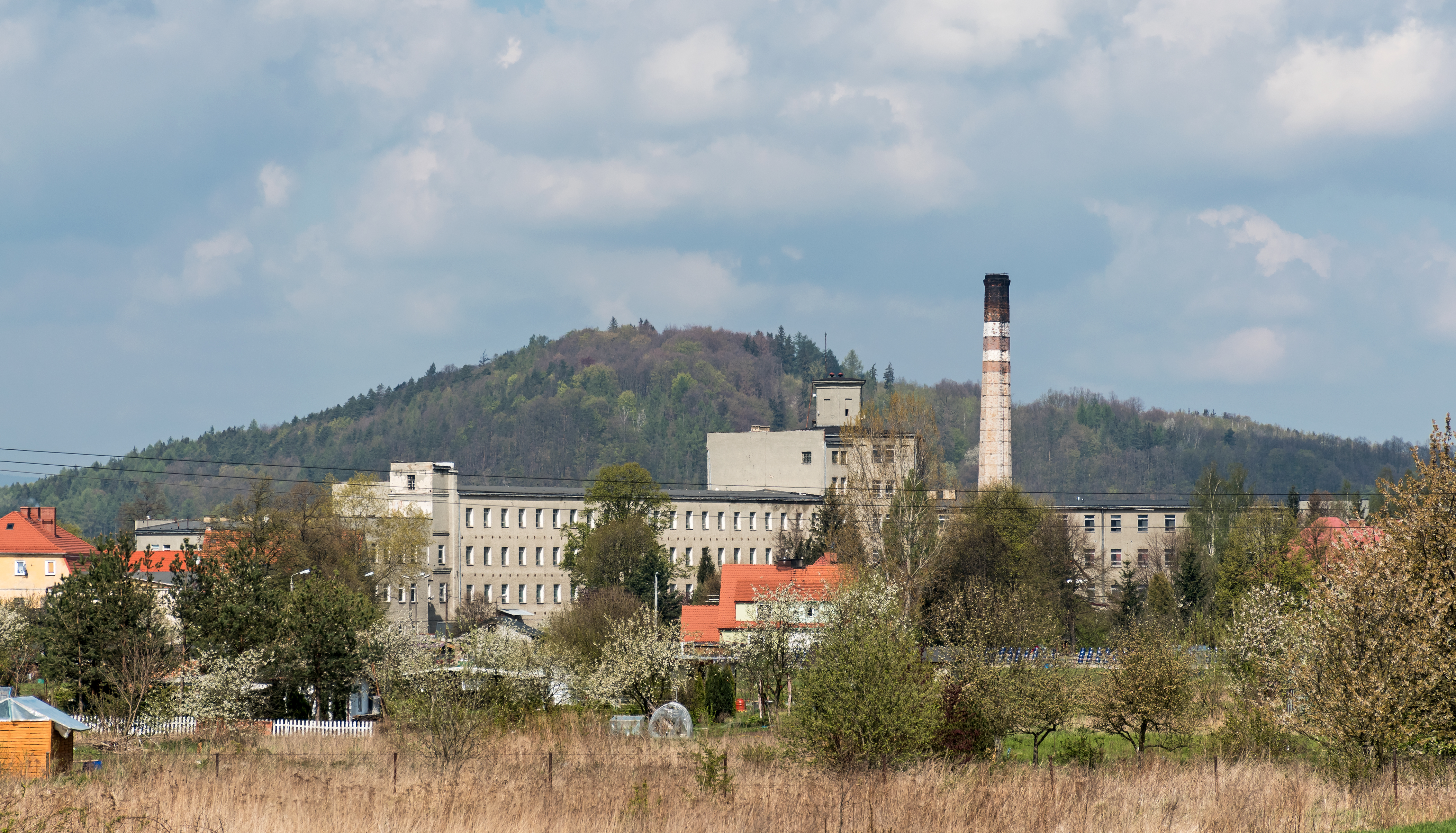
Dawna przędzalnia w Krosnowicach należąca do Hermanna Dietricha Lindheima

Hermann Dietrich Lindheim (ur. 30 lipca 1790 we Wrocławiu, zm. 11 marca 1860 w Wiedniu) – niemiecki przemysłowiec, pionier w przemyśle włókienniczym i chemicznym, w górnictwie oraz w kolei; pochodzenia żydowskiego.

## Pochodzenie i rodzina
Lindheim urodził się w rodzinie żydowskiej we Wrocławiu w 1790 roku jako Heymann David Levy. Po konwersji na luteranizm przyjął imiona: Hermann Dietrich Lindheim. Jego ojciec, David Levy był kupcem we Wrocławiu. W 1826 roku Hermann Dietrich poślubił w Paryżu Estelle Marie Mevil (1806–1878), z którą miał czworo dzieci:
- Clementine (1831–1884), poślubiła 20 listopada 1850 Hugona von Löbbeckego (1827–1901);
- Ernst Edler von Lindheim (1832–1895), był wspólnikiem i szefem firmy ojca, również przemysłowiec.
- Wilhelm Ritter von Lindheim (1835–1898), przemysłowiec, współpracownik dyrektora przedsiębiorstwa, od 1867 roku, przyczynił się do rozwoju kolei w Europie.
- Alfred Ritter von Lindheim (1836–1913), dyrektor wiedeńskiego Banku Handlowego, członek Państwowej Rady Kolei oraz poseł do parlamentu.

## Działalność gospodarcza
Lindheim był twórcą nowoczesnego przemysłu włókienniczego. W 1825 roku zbudował w Ołdrzychowicach Kłodzkich, w powiecie kłodzkim, pierwszą w Prusach mechaniczną przędzalnię bawełny. W związku z tym, że w pobliżu brakowało maszyn niezbędnych do produkcji, postanowił zbudować również we wsi odlewnię żelaza, która w późniejszym okresie produkowała kotły i silniki parowe. Razem z bankierem Friedrichem Eduardem Löbbeckem uruchomił w 1837 roku kolejną przędzalnie bawełny w Českiej Skalicy (50 km na zachód od Ołdrzychowic). Oba zakłady były ogromne jak na owe czasy. W 1841 roku używały 6836 wrzecion.
W 1840 Lindheim prowadził interesy w Wiedniu, gdzie założył wielki dom handlowy, znany później pod nazwą J. M. Lindheim. Z czasem został jego jedynym właścicielem. Przypuszczalnie w 1840 roku w zakładach Lindheima w Ołdrzychowicach wyprodukowano pierwszą lokomotywę parową na Śląsku. Na terenie wsi założył nowe osiedle dla pracowników swojej fabryki, urządził szkołę przyfabryczną, zatrudnił katolickiego nauczyciela i kupował dzieciom podręczniki. W swoich zakładach zatrudniał blisko tysiąc osób. W sąsiednich Krosnowicach wybudował przędzalnię bawełny i tkalnię, zatrudniających 750 osób.
Poprzez zakup dóbr w Stříbrze (zachodnie Czechy) zyskał dostęp do kopalń węgla kamiennego, które uczynił rentownymi i przynoszącymi zyski. Do tego nabył jeszcze huty w zachodnich Czechach. Dzięki tym posunięciom mógł zdobyć odpowiedni kapitał do tego, aby zainwestować w rozwój kolei.
Udało mu się z wejściem na rynek kolejowy. Po tym sukcesie, zakładając w Pradze Prager Eisenindustrie-Gesellschaft (Praskie Przedsiębiorstwo Przemysłu Żelaznego). Zatrudniał w Czechach 2,5 tys. pracowników. Po przejęciu zakładów w Kladnie w 1857 roku, liczba jego pracowników wzrosła do 5 tys.
W 1853 roku nabył kopalnie cyny, żelaza, miedzi w Rudawach. Sześć lat później założył zakłady chemiczne w Uściu nad Łabą.
W 1856 roku dostał koncesję na budowę Kolei Cesarzowej Elżbiety, którą otrzymał razem z bankierem Ernstem Merckiem. Jej budowa trwała do 1860 roku. W 1859 roku dostał kolejną koncesję na budowę Czeskiej Kolei Zachodniej.
Za swoje zasługi w dziedzinie gospodarczej został członkiem pruskiej Tajnej Rady oraz odznaczony Orderem Orła Czerwonego i Orderem Franciszka Józefa.

## Śmierć
Zmarł w 1860 roku i został pochowany na cmentarzu w Ołdrzychowicach Kłodzkich. Jego synowie w zamian za zasługi ojca zostali w 1860 roku szlachcicami pruskimi. Przejęli oni także wszystkie przedsiębiorstwa w Czechach. Z kolei zakłady włókiennicze w Ołdrzychowicach Kłodzkich i Krosnowicach zostały sprzedane Friedrichowi Eduardowi von Löbbeckemu, który nadal je rozbudowywał. Kopalnie w Johanngeorgenstadt odsprzedano jeszcze w 1860 roku.